# RAISE A SUILEN
RAISE A SUILEN은 부시로드의 미디어 프랜차이즈인 BanG Dream!에 속한 일본의 여성 록 음악 밴드이다. 2018년에 결성된 이 그룹의 멤버들은 프로젝트의 애니메이션 시리즈와 모바일 게임 BanG Dream!에서 가상의 캐릭터를 연기한다. 걸즈밴드 파티! 라이브 콘서트에서 캐릭터의 각 악기를 연주하는 것 외에도.
레이첼(보컬, 베이스 기타), 코하라 리코(기타), 나츠메(드럼), 쿠라치 레오(키보드, 보컬), 츠무기 리사(DJ, 보컬)로 구성되어 있다. 유니버스 내에서는 와카나 레이(레이첼), 롯카 아사히(코하라), 타마데 치유(츠무기), 사토 마스키(나츠메), 뉴바라 레오나(쿠라치)가 밴드를 대표한다.
BanG Dream!의 9개 밴드 중 RAISE A SUILEN은 멤버들이 자신의 음악을 연주하는 6개 밴드 중 하나이다. 이 그룹은 11개의 싱글과 미니 앨범을 프로듀싱했으며, 첫 앨범은 2020년 8월 19일에 발매되었다.

## 구성원
- Raychell
- 코하라 리코
- 나츠메
- 쿠라치 레오
- 츠무기 리사